# ハワイアン・ウェディング・ソング

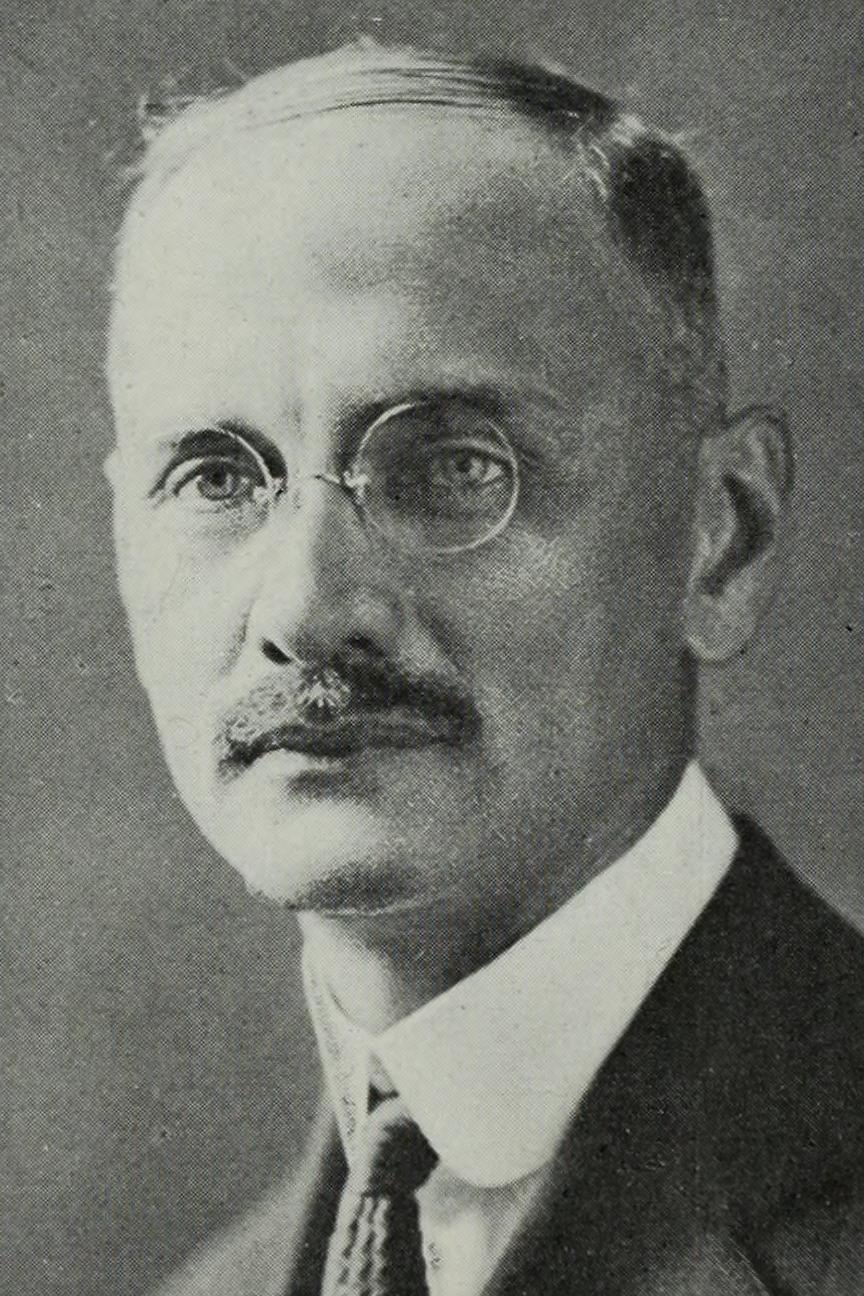
作曲者のチャールズ・E・キング

「ハワイアン・ウェディング・ソング」（英語: Hawaiian Weding Song ）は、1926年にハワイの教育者・政治家・作曲者のチャールズ・E・キングが「ケ・カリ・ネイ・アウ」（Ke Kali Nei Au）と題して作った歌で、その後アル・ホフマン・ディック・マニング訳など何人かが英語訳したので、この英語名で良く知られている曲である。
フラの曲としてもよく使われ、またハワイでの結婚式にもよく聞かれる曲である。

## おもなレコーディング
1926年に、ヘレン・ビーマーがハワイ語で歌ったのが、レコーディングされている。
1951年には、ビング・クロスビーがジョニー・バーク（Johnny Burke）の英訳で、「Here Ends the Rainbow」として歌っている。
ヒットしたのは、1958年のアンディ・ウィリアムズのシングル盤レコーディングで、Billboard Hot 100の11位にまでなった。また1961年には、エルヴィス・プレスリーが1961年の映画『ブルー・ハワイ』の中で、この歌を歌っている。彼の「ブルー・ハワイ」・「ハワイアン・ウェディング・ソング」を含むこの映画のサウンドトラック・アルバム『ブルー・ハワイ』は、アルバム・チャートのBillboard 200で連続20週間にわたって首位であった。
イギリスでは1965年に、ジューリー・ロジャーズ（Julie Rogers）のレコーディングで、全英シングルチャートの36位であった。
日本でも、様々な歌手がハワイ語、英語、日本語で歌ったり、レコーディングしている。フラでも定番になっている。

## 歌詞
チャールス・キングのもともとのハワイ語歌詞では、出だしは次の通り。
| Ke Kali Nei Au                                 | ケ・カリ・ネイ・アウ                                 |
| ---------------------------------------------- | ---------------------------------------------------- |
| Eia au ke kali nei Aia la i hea ku’u aloha ... | 私はここであなたを待つ どこにいるの私の愛するひとは… |